# Ponikva pri Žalcu
Ponikva pri Žalcu – wieś w Słowenii, w gminie Žalec. W 2018 roku liczyła 373 mieszkańców.